# Stefan Aleksander Billewicz
Stefan Aleksander Billewicz herbu Mogiła (zm. w 1678 roku) – ciwun twerski w latach 1677-1678, stolnik żmudzki od 1657 roku, koniuszy żmudzki w latach 1649-1657.
Elektor Jana III Sobieskiego z Księstwa Żmudzkiego w 1674 roku.